# Häste

Häste är en by i Rödöns socken, Krokoms kommun, Jämtland.
Häste är främst känd för ett märkligt gravfynd från slutet av 500-talet e. Kr., som påträffades 1930 i samband med ett vägbygge. Gravhögen innehåll en skelettbegravning med rik utstyrel, bland annat ett 17 centimeter långt förgyllt silverspänne med rik djurornamentik.